# 倶絺羅
倶絺羅（くちら、梵語：Kotthila 音写：拘絺羅、倶祉羅など、訳：膝）は、釈迦の弟子。尊称である摩訶（まか、Mahaa)をつけて、摩訶・倶絺羅と呼ぶこともある。また長爪梵士、長爪婆羅門などともいわれる。頗る弁舌を有し、仏弟子の中で、問答第一の弟子と称される。
彼の出身には諸説ある。
1. 舎衛城（しゃえいじょう、シュラバスティー）の富めるバラモンの家に生まれ、三ヴェーダに通曉し教養あったが、釈迦仏の出世を聞き帰依した人で、舎利弗とは無縁とする、南伝テーラガータの説）
2. 舎利弗の外叔父で、南方に学び爪の伸びるに任せた故に、長爪梵士と名づけられた。舎利弗の両親が亡くなり舎利弗が仏に帰依して後に南方より戻り仏に見えて弟子となった（有部出家事の説）。舎利弗の舅で、姉の舎利（舎利弗の母）と議論して及ばず、南に遊び、はじめは外道に出家し、一切の学に通じるまでは爪を切らずという誓いを立て十数年、長爪梵士と呼ばれたなったとする（『大智度論』の説）。
3. 舎利弗の弟（八男中の次男）で「大膝」とする、『仏本行集経』47の説もある。

以上、要約して3つの説があるが、一般的には大乗仏教圏においては2の説をとっている。